# Ahmed Kadhi
Ahmed al-Kadhi (in arabo أحمد القاضي‎?; Tunisi, 19 aprile 1989) è un pallavolista tunisino.
Gioca nel ruolo di centrale nella Étoile Sportive du Sahel.

## Palmarès

### Club
- Campionato tunisino: 1

2014
- Coppa di Tunisia: 2

2011, 2015
- Coppa Arabo: 2

2014, 2016

### Nazionale (competizioni minori)
- Campionato africano 2013
- Giochi del Mediterraneo 2013
- Campionato arabo 2012
- XIX Kazakhstan President's Cup International Tournament: 2012
- Rashid International Cup Dubai: 2012
- Rashid International Cup Dubai: 2010
- Campionato africano under 21 2008

### Premi individuali
- 2012 - Kazakhstan President's Cup: Miglior muro
- 2014 - Campionato africano per club 2014: Miglior muro
- 2016 - Coppa arabo per club 2016: Miglior muro